# Liste der Baudenkmäler in Weitramsdorf
Auf dieser Seite sind die Baudenkmäler in der oberfränkischen Gemeinde Weitramsdorf zusammengestellt. Diese Tabelle ist eine Teilliste der Liste der Baudenkmäler in Bayern. Grundlage ist die Bayerische Denkmalliste, die auf Basis des Bayerischen Denkmalschutzgesetzes vom 1. Oktober 1973 erstmals erstellt wurde und seither durch das Bayerische Landesamt für Denkmalpflege geführt wird. Die folgenden Angaben ersetzen nicht die rechtsverbindliche Auskunft der Denkmalschutzbehörde.
 Die Liste gibt den Fortschreibungsstand vom 3. Juli 2018 wieder und umfasst 53 Baudenkmäler.

## Baudenkmäler nach Gemeindeteilen

### Altenhof
| Lage                                              | Objekt                                    | Beschreibung | Akten-Nr.     | Bild                                      |
| ------------------------------------------------- | ----------------------------------------- | --- | ------------- | ----------------------------------------- |
| Froschwiesen, Ortsausgang nach Tambach (Standort) | Bildstock, sogenannte Schwedenmarter      | Der Säulenbildstock, eine sogenannte Schwedenmarter, besteht aus Sandstein. Die gewundene Säule hat einen Bildaufsatz und stammt aus dem 18. Jahrhundert. Sie ist mit den Jahreszahlen 1870 und 1892 bezeichnet.                                         | D-4-73-175-15 | Bildstock, sogenannte Schwedenmarter      |
| Hergramsdorfer Straße 15 (Standort)               | Katholische Filialkirche Mater Dolorosa   | Saalbau mit Dachreiter, 18. Jahrhundert. | D-4-73-175-8  | weitere Bilder                            |
| Sportplatzweg 3 (Standort)                        | Bildstock, sogenannte Mariensäule         | Der Bildstock, die sogenannte Mariensäule, ist mit der Jahreszahl 1691 bezeichnet und steht zwischen Altenhof und Tambach an der Straße nach Tambach. Die Sandsteinsäule hat einen abgefasten Vierkantschaft mit einem Aufsatz und einer flachen Nische. | D-4-73-175-16 | Bildstock, sogenannte Mariensäule         |
| Tambacher Straße 4 (Standort)                     | Eingeschossiges abgewalmtes Frackdachhaus | Das Haus ist eine Fachwerkkonstruktion mit einer angebauten Hochlaube. Es stammt aus der ersten Hälfte des 19. Jahrhunderts. | D-4-73-175-9  | Eingeschossiges abgewalmtes Frackdachhaus |
| Tambacher Straße 10 (Standort)                    | Zweigeschossiges Satteldachhaus           | Das Haus ist eine Fachwerkkonstruktion mit einem erdgeschossigen, überbauten Laubengang. Es stammt aus der ersten Hälfte des 19. Jahrhunderts. | D-4-73-175-11 | Zweigeschossiges Satteldachhaus           |
| Tambacher Straße 12 (Standort)                    | Eingeschossiges abgewalmtes Frackdachhaus | Das Haus ist eine Fachwerkkonstruktion mit einer angebauten zweigeschossigen Laube. Es ist mit der Jahreszahl 1831 bezeichnet. | D-4-73-175-12 | Eingeschossiges abgewalmtes Frackdachhaus |
| Vor Tambacher Straße 18 (Standort)                | Bildstock                                 | Der Bildstock aus Sandstein mit einem auf einem Sockel abgefasten Pfeiler und einem Aufsatz mit flachen Nischen stammt aus dem 19. Jahrhundert. | D-4-73-175-14 | Bildstock                                 |
| Nähe Tambacher Straße (Standort)                  | Brunnenhaus                               | Das Bauwerk mit einem Fachwerküberbau mit Walmdach stammt aus dem 18./19. Jahrhundert. | D-4-73-175-13 | Brunnenhaus                               |
| Nähe Tambacher Straße (Standort)                  | Centstein                                 | Der Centstein mit der Bezeichnung „1803“ steht 250 Meter nördlich am Augraben. Der Sandstein markiert den Grenzverlauf zwischen den Fürstentümern Würzburg und Sachsen-Coburg.                                                                           | D-4-73-175-17 | Centstein                                 |

### Gersbach
| Lage | Objekt                                                             | Beschreibung | Akten-Nr.     | Bild                                                               |
| --- | ------------------------------------------------------------------ | --- | ------------- | ------------------------------------------------------------------ |
| Stöckholz, neben dem Schmiedskreuz (Standort)                                                                      | Centstein                                                          | Der Centstein mit der Bezeichnung „1599“ im Stöckholz neben dem Schmiedskreuz wurde nach dem Trappstädter Rezess von 1599 gesetzt. Der zwischen Fürstbischof Julius Echter von Mespelbrunn und den Herzögen Johann Casimir und Johann Ernst von Sachsen-Coburg geschlossene Vertrag regelte den bis dahin strittigen Grenzverlauf zwischen dem Hochstift Würzburg und dem Fürstentum Sachsen-Coburg. | D-4-73-175-19 | Centstein                                                          |
| Im Stöckholz einen Kilometer südlich an dem Weg Altenhof–Dreiherrenstein, unmittelbar neben Punkt 358,9 (Standort) | Steinkreuz, sogenanntes Schmiedskreuz                              | Das steinerne Kreuz steht neben einem Centstein im Stöckholz. Es ist 1,35 Meter hoch und besteht aus Sandstein. Der Sage nach soll es an drei Schmiedegesellen erinnern, die sich in einem Kampf um die Gunst eines Mädchens gegenseitig töteten. | D-4-73-175-18 | Steinkreuz, sogenanntes Schmiedskreuz                              |
| Hohe Tanne (Standort)                                                                                              | Drei Grenzsteine, davon ein Centstein, sogenannter Dreiherrenstein | Die drei Grenzsteine, davon ein Centstein mit der Bezeichnung „1599“, markieren den Grenzpunkt zwischen dem Königreich Bayern, dem Herzogtum Sachsen-Meiningen und dem Herzogtum Sachsen-Coburg. | D-4-73-175-21 | Drei Grenzsteine, davon ein Centstein, sogenannter Dreiherrenstein |
| Kreisstraße 2, an der Straße nach Ummerstadt, an der Grenze zu Thüringen (Standort)                                | Hoheitssäule                                                       | Die gemauerte Hoheitssäule mit der Bezeichnung „1918“ steht an der Straße von Weitramsdorf nach Ummerstadt. In den 1990er Jahren wurde sie restauriert und mit einem Wappen versehen. | D-4-73-175-20 | Hoheitssäule                                                       |
| Fürstenkopf, Kastenholz, 300 Meter nördlich der Hoheitssäule am Fürstenkopf (Standort)                             | Jagdstein                                                          | Der Jagdstein aus Sandstein stammt von 1810. | D-4-73-175-22 | Jagdstein                                                          |

### Hergramsdorf
| Lage                                                                                                 | Objekt                                       | Beschreibung | Akten-Nr.     | Bild                                         |
| --- | -------------------------------------------- | --- | ------------- | -------------------------------------------- |
| Eichenleite (Standort)                                                                               | Zwei Centsteine                              | Beide bezeichnet mit „1599“. | D-4-73-175-7  | BW                                           |
| Eichenleite, etwa 50 Meter nördlich des anderen Centsteins (Standort)                                | Centstein                                    | Der Centstein mit der Bezeichnung „1599“ in der Eichenleite wurde nach dem Trappstädter Rezess von 1599 gesetzt. Der zwischen Fürstbischof Julius Echter von Mespelbrunn und den Herzögen Johann Casimir und Johann Ernst von Sachsen-Coburg geschlossene Vertrag regelte den bis dahin strittigen Grenzverlauf zwischen dem Hochstift Würzburg und dem Fürstentum Sachsen-Coburg.                  | D-4-73-175-25 | Centstein                                    |
| Eichenleite, an Waldwegspinne bei Punkt 331,9 (Standort)                                             | Centstein                                    | Der Centstein mit der Bezeichnung „1599“ an Waldwegspinne in der Eichenleite wurde nach dem Trappstädter Rezess von 1599 gesetzt. Der zwischen Fürstbischof Julius Echter von Mespelbrunn und den Herzögen Johann Casimir und Johann Ernst von Sachsen-Coburg geschlossene Vertrag regelte den bis dahin strittigen Grenzverlauf zwischen dem Hochstift Würzburg und dem Fürstentum Sachsen-Coburg. | D-4-73-175-24 | Centstein                                    |
| Wahlwiesen, 250 Meter nordwestlich Dorfmitte am Feldweg am südlichen Rand der Eichenleite (Standort) | Steinkreuz, sogenanntes Hergramsdorfer Kreuz | Sandstein, wohl spätmittelalterlich. | D-4-73-175-23 | Steinkreuz, sogenanntes Hergramsdorfer Kreuz |

### Neundorf
| Lage | Objekt                                            | Beschreibung | Akten-Nr.     | Bild                                              |
| --- | ------------------------------------------------- | --- | ------------- | ------------------------------------------------- |
| Gegenüber Alte Poststraße 8 (Standort) | Bildstock                                         | Sandstein, auf Vierkantsockel Rundsäule, Aufsatz mit zwei flachen Nischen, 18. Jahrhundert. | D-4-73-175-34 | Bildstock                                         |
| Ebene, am Weg nach Nordwesten gegen Punkt 322,8, 400 m nordwestlich Wegunterführung B 303 (Standort)                                          | Kruzifix                                          | Ehemaliges Grabkreuz, eisernes Kreuz, Sockel Sandstein, 19. Jahrhundert. | D-4-73-175-40 | Kruzifix                                          |
| Ebene, nördlich an der B303 (Standort) | Prozessionsaltar                                  | Sandstein, Vierkantsockel mit vorkragender Deckplatte, Aufsatz mit tiefer Nische, bezeichnet mit „1749“. | D-4-73-175-39 | Prozessionsaltar                                  |
| Großes Stück, am Flurweg, der am Südostrand des Röderberges durch die Grundwiesen zum Rothhof führt, 750 Meter südwestlich Rothhof (Standort) | Centstein                                         | Censtein (Auslieferungsstein), Sandstein, bezeichnet mit „1707“. | D-4-73-175-42 | Centstein                                         |
| Grund, am Südwestende, am Weg zu Punkt 273,9 und zur Aumühle (Standort)                                                                       | Prozessionsaltar, sogenanntes Mutter-Anna-Käppela | Sandstein, Vierkantsockel mit vorkragender Tischplatte, Aufsatz mit tiefer Nische, spätes 18. Jahrhundert. | D-4-73-175-41 | Prozessionsaltar, sogenanntes Mutter-Anna-Käppela |
| Herrengasse (Standort) | Dorfbrunnen                                       | Brunnenbecken mit Brunnenstock und Figurengruppe Christus und die Samariterin, von Michael Trautmann, bezeichnet mit „1787“ (ehemals in Tambach).                                                             | D-4-73-175-27 | Dorfbrunnen                                       |
| Herrengasse 1, gegenüber Herrengasse 4 (Standort)                                                                                             | Kruzifix                                          | Kreuz und Korpus Holz, Sockel Sandstein, 19. Jahrhundert. | D-4-73-175-35 | Kruzifix                                          |
| Kreuzberg 1 (Standort) | Ehemaliges Bauernhaus, später Pfarrhof            | Zweigeschossiges Fachwerkhaus mit Halbwalmdach, zum Teil verschiefert, bezeichnet mit „1793“. | D-4-73-175-28 | Ehemaliges Bauernhaus, später Pfarrhof            |
| Kreuzberg 9 (Standort) | Katholische Pfarrkirche Mariä Geburt              | Chorturmkirche, im Kern 13./14. Jahrhundert, Ausbau und Erneuerungen 16.–18. Jahrhundert; mit Ausstattung; Kirchhof mit Ummauerung, spätmittelalterlicher ovaler Bering; Friedhofskreuz, 19. Jahrhundert.     | D-4-73-175-29 | weitere Bilder                                    |
| Kreuzberg 11 (Standort) | Ehemaliges Schulhaus                              | Zweigeschossig, Sandsteinquadermauerwerk, Satteldach; 1852, südliche erdgeschossige Erweiterung um einen Klassenraum, Sandsteinmauerwerk, Satteldach im 90-Grad-Winkel an das Kerngebäude anschließend; 1924. | D-4-73-175-58 | Ehemaliges Schulhaus                              |
| Im Garten von Kreuzberg 11 (Standort) | Bildstock mit Kreuzschlepper                      | Sandstein, 18. Jahrhundert, erneuert. | D-4-73-175-36 | Bildstock mit Kreuzschlepper                      |
| Nähe Kreuzberg, am Aufgang zur Kirche (Standort)                                                                                              | Wegkreuz                                          | Kreuz und Korpus Holz, Sockel Sandstein, Sockel bezeichnet mit „1821“ und „1841“. | D-4-73-175-33 | Wegkreuz                                          |
| Nähe Kreuzberg, Ortsausgang Richtung Tambach (Standort)                                                                                       | Bildstock, sogenannte Schwedenmarter              | Sandstein, auf Vierkantsockel unregelmäßiger Sechskantschaft, vierseitiger Aufsatz mit flachen Nischen, bezeichnet mit „1713“.                                                                                | D-4-73-175-38 | Bildstock, sogenannte Schwedenmarter              |
| Bei Rosengasse 5 (Standort) | Prozessionsaltar                                  | Sandstein, Vierkantsockel, Aufsatz mit tiefer Nische, Mitte 18. Jahrhundert. | D-4-73-175-37 | Prozessionsaltar                                  |
| Rosengasse 6 (Standort) | Bauernhaus                                        | Zweigeschossiger Fachwerkhaus mit Walmdach, Schleppdach auf südwestlicher Traufseite, Laube, spätes 18. Jahrhundert.                                                                                          | D-4-73-175-30 | Bauernhaus                                        |
| Wassergasse 2 (Standort) | Bauernhaus                                        | Eingeschossiges Fachwerkhaus mit Frackdach, Giebel mit Halbwalm, zweites Viertel 19. Jahrhundert; eingemauert Relief heilige Dreifaltigkeit, Ende 18./Anfang 19. Jahrhundert.                                 | D-4-73-175-31 | Bauernhaus                                        |

### Schlettach
| Lage                                                                          | Objekt                               | Beschreibung | Akten-Nr.     | Bild                                 |
| ----------------------------------------------------------------------------- | ------------------------------------ | --- | ------------- | ------------------------------------ |
| Beenles, im Callenberger Forst, 1000 Meter nordostwärts an Waldweg (Standort) | Kreuzstein, sogenanntes Schmiedkreuz | Der wohl mittelalterliche Schmiedekreuzstein am Tannenberg steht im Callenberger Forst. Die Steinplatte aus grauem, grobkörnigen Sandstein zeigt ein lateinisches Kreuz und die Zahl 185. Der Sage nach erschlug hier ein Schmied seine Frau. Der Stein diente auch als Grenzstein der Herrschaft Tambach. | D-4-73-175-44 | Kreuzstein, sogenanntes Schmiedkreuz |
| Colberger Weg 2 (Standort)                                                    | Bauernhaus                           | Das Bauernhaus, ein eingeschossiger Fachwerkbau auf massivem Kellergeschoss mit Walmdach, stammt aus dem 18./19. Jahrhundert. | D-4-73-175-43 | Bauernhaus                           |

### Tambach
| Lage                                                                                   | Objekt                                                                      | Beschreibung | Akten-Nr.     | Bild                                                                        |
| -------------------------------------------------------------------------------------- | --------------------------------------------------------------------------- | --- | ------------- | --------------------------------------------------------------------------- |
| Am Brunnhölzlein 1 (Standort)                                                          | Wohnhaus                                                                    | Zweigeschossiges Doppelhaus mit Krüppelwalmdach, Sockel aus Sandsteinquadern, Fassade des Erdgeschosses in Ziegelrohbauweise mit architektonischen Gliederungen aus Sandstein, erstes Obergeschoss Fachwerk mit Ziegelausfachungen, Annawerker Dachziegel, Gauben mit Pyramidendächern; rückwärtig Stall- und Scheunennebengebäude in Ziegelrohbauweise; um 1880. | D-4-73-175-55 | Wohnhaus                                                                    |
| Nähe Am Brunnhölzlein (Standort)                                                       | Schafstall                                                                  | Freistehend, über längsrechteckigem Grundriss, Satteldach, Erdgeschoss und Giebel aus Sandsteinquadern, Obergeschoss Fachwerk, um 1850. | D-4-73-175-56 | Schafstall                                                                  |
| Am Wildpark 1 (Standort)                                                               | Ehemalige Mühle des Klosteramts Tambach                                     | Eingeschossiger Mansardhalbwalmdachbau, zweite Hälfte 18. Jahrhundert, Dachausbau mit Zierfachwerk, Anfang 20. Jahrhundert. | D-4-73-175-54 | Ehemalige Mühle des Klosteramts Tambach                                     |
| Am Wildpark 2 (Standort)                                                               | Ehemalige Braumeisterei des Klosteramts Tambach, dann Forsthaus im Wildpark | Zweigeschossiger Walmdachbau mit konvexem Mittelrisalit, zweite Hälfte 18. Jahrhundert. | D-4-73-175-45 | Ehemalige Braumeisterei des Klosteramts Tambach, dann Forsthaus im Wildpark |
| B 303, Schloßallee, Hohe Leite, Tambacher Berg, an der Straße nach Neundorf (Standort) | Bildstock                                                                   | Sandstein, quaderförmiger Sockel mit Säule, vierseitiger Bildaufsatz, bezeichnet mit „1722“. | D-4-73-175-52 | Bildstock                                                                   |
| Hofwiese, Nähe Schloßallee, an der Einfahrt zum Wildpark (Standort)                    | Tor                                                                         | Zwei stattliche barocke Torpfeiler, Sandstein, 18. Jahrhundert. | D-4-73-175-51 | Tor                                                                         |
| Schloßallee 1/1a; 5/7 (Standort)                                                       | Schloss Tambach, ehemalige Sommerresidenz der Äbte von Kloster Langheim     | Dreigeschossige Dreiflügelanlage, Ostflügel 1698, Mitteltrakt und Westflügel 1777/86, Schlosskirche (katholische Filialkirche Mariä Himmelfahrt); mit Ausstattung; Ehrenhof zum Park mit Wasserbecken, zwei Puttengruppen, vier Vasen, Balustrade mit vier Statuen und vier Vasen.                                                                                | D-4-73-175-46 | weitere Bilder                                                              |
| Schloßallee 2 (Standort)                                                               | Schlosswirtschaft                                                           | Stattlicher zweigeschossiger Schopfwalmdachbau, im Erdgeschoss genutete Ecklisenen, westlicher Giebel verschiefert, bezeichnet mit „1836“. | D-4-73-175-47 | Schlosswirtschaft                                                           |
| Schloßallee 3 (Standort)                                                               | Domänenrentamt der gräflichen ortenburgischen Domäne                        | Mansarddachbau, zweite Hälfte 18. Jahrhundert; anschließend von Vasen bekrönte Mauer, vergleiche Schloßallee 7. | D-4-73-175-48 | weitere Bilder                                                              |
| Schloßallee 5 (Standort)                                                               | Ehemalige Dienerwohnung                                                     | Walmdachbau, zweite Hälfte 18. Jahrhundert; anschließend von Vasen bekrönte Mauer, vergleiche Schloßallee 7. | D-4-73-175-49 | Ehemalige Dienerwohnung                                                     |
| Schloßallee 7; 5 (Standort)                                                            | Zweigeschossiger Walmdachbau                                                | Wappenschild bezeichnet 1746; von Vasen bekrönte Mauer und reiches barockes Pfeilertor bilden mit vorhergehenden Häusern Abschluss gegen die Straße. | D-4-73-175-50 | Zweigeschossiger Walmdachbau                                                |

### Weidach
| Lage                                                                                     | Objekt                                | Beschreibung | Akten-Nr.     | Bild                                  |
| ---------------------------------------------------------------------------------------- | ------------------------------------- | --- | ------------- | ------------------------------------- |
| Coburger Straße 117 (Standort)                                                           | Ehemaliges Schulhaus                  | Eingeschossiger Walmdachbau in Sichtziegelbauweise über gewinkeltem Grundriss, mit Fachwerkkniestock, Zierfachwerkgiebel und Glockenturm, von Conrad Uhden, bezeichnet 1899, 1906 Eingang überdacht, 1936 um eingeschossigen Walmdachanbau erweitert; Brunnen, gemauerte Sandsteineinfassung, mit gusseiserner Schwengelpumpe, wohl gleichzeitig; Nebengebäude, eingeschossiger Sichtziegelbau auf Sandsteinsockel, mit Fachwerkkniestock, Satteldach und Aufzugsgaube sowie Segmentbogenrahmen, Anfang 20. Jahrhundert, 1934–37 umgebaut. | D-4-73-175-62 | Ehemaliges Schulhaus                  |
| Schlettacher Wegäcker, östlich Eierberg, Nähe Flurgrenze Weidach/Weitramsdorf (Standort) | Grenzstein, sogenannter Hospitalstein | Sandstein, Ende 18. Jahrhundert. | D-4-73-175-53 | Grenzstein, sogenannter Hospitalstein |

### Weitramsdorf
| Lage                              | Objekt                                           | Beschreibung | Akten-Nr.     | Bild                            |
| --------------------------------- | ------------------------------------------------ | --- | ------------- | ------------------------------- |
| Bergstraße 2 (Standort)           | Albrechtssaal                                    | Ehemaliges Werks- und Direktionsgebäude der Möbelfabrik Albrecht, dreigeschossiger Stahlbetonbau in Ecklage, mit eingezogenem Erdgeschoss, flachem Zeltdach und umlaufendem Traufblech sowie aufgeglaste Rasterfassaden und Ziegelplättchendekor, von H. A. Heimrich, 1954. | D-4-73-175-61 | weitere Bilder                  |
| Flur Lindig (Standort)            | Centstein                                        | Der Centstein mit der Bezeichnung „1599“ im Flur Lindig wurde nach dem Trappstädter Rezess von 1599 gesetzt. Der zwischen Fürstbischof Julius Echter von Mespelbrunn und den Herzögen Johann Casimir und Johann Ernst von Sachsen-Coburg geschlossene Vertrag regelte den bis dahin strittigen Grenzverlauf zwischen dem Hochstift Würzburg und dem Fürstentum Sachsen-Coburg.         | D-4-73-175-6  | Centstein                       |
| Stöckäcker (Standort)             | Centstein                                        | Der Centstein mit der Bezeichnung „1599“ im östlichen Stöckholz wurde nach dem Trappstädter Rezess von 1599 gesetzt. Der zwischen Fürstbischof Julius Echter von Mespelbrunn und den Herzögen Johann Casimir und Johann Ernst von Sachsen-Coburg geschlossene Vertrag regelte den bis dahin strittigen Grenzverlauf zwischen dem Hochstift Würzburg und dem Fürstentum Sachsen-Coburg. | D-4-73-175-5  | Centstein                       |
| Ummerstadter Straße 2 (Standort)  | Ausleger                                         | Das klassizistische Wirtshausschild mit der Bezeichnung „1789“ hängt am traditionsreichen Gasthaus Helbig. | D-4-73-175-2  | Ausleger                        |
| Ummerstadter Straße 5 (Standort)  | Evangelisch-lutherische Pfarrkirche St. Nikolaus | Saalbau mit Dachreiter, 18. Jahrhundert; mit Ausstattung. Über dem Portal der Westseite zwei Kartuschen, eine mit dem Monogramm von Herzog Franz Friedrich Anton von Sachsen-Coburg-Saalfeld (1750–1806), die andere mit dem sächsischen Rautenkranzwappen. | D-4-73-175-1  | weitere Bilder                  |
| Ummerstadter Straße 11 (Standort) | Ehemalige Schule, heute Rathaus                  | Der zweigeschossige Neurenaissancebau mit Treppenturm und Ziergiebel wurde 1901–1902 als Schulgebäude errichtet. Seit den 1970er Jahren dient er der Gemeindeverwaltung. | D-4-73-175-3  | Ehemalige Schule, heute Rathaus |

## Ehemalige Baudenkmäler
| Lage                                   | Objekt        | Beschreibung | Akten-Nr.     | Bild |
| -------------------------------------- | ------------- | --- | ------------- | ---- |
| Altenhof Tambacher Straße 6 (Standort) | Frackdachhaus | Das Haus war eine Fachwerkkonstruktion mit einer zweigeschossigen Laube. Es stammte aus der ersten Hälfte des 19. Jahrhunderts und wurde in den 2000er Jahren abgerissen. | D-4-73-175-10 | BW   |
| Neundorf Herrengasse 2 (Standort)      | Fachwerkhaus  | Schopfwalm, frühes 19. Jahrhundert. | D-4-73-175-26 | BW   |